# Pfarrhaus (Westendorf)

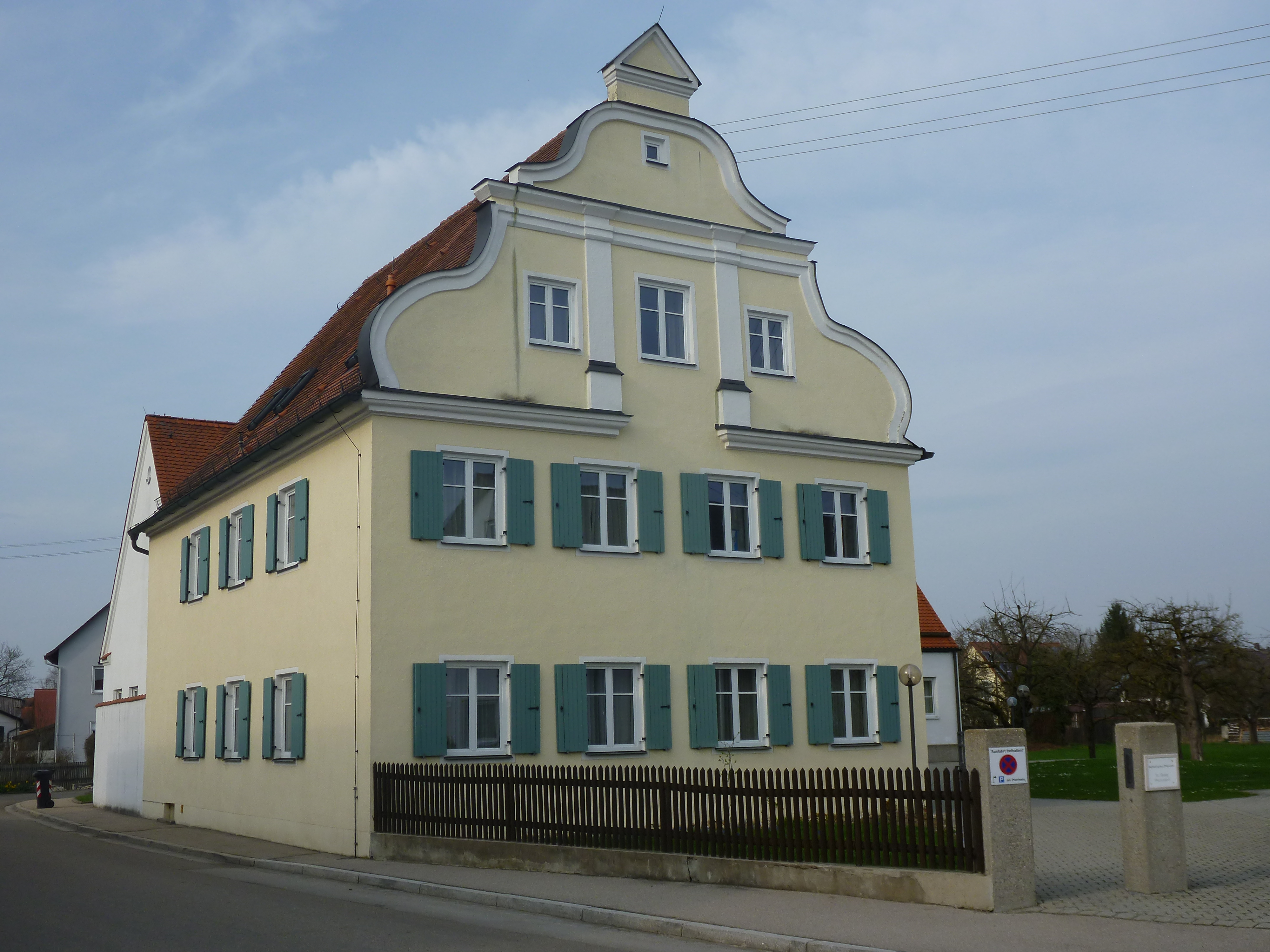
Pfarrhaus in Westendorf

Das Pfarrhaus in Westendorf, einer Gemeinde im Landkreis Augsburg im bayerischen Regierungsbezirk Schwaben, wurde um 1700 errichtet. Das Pfarrhaus an der Schulstraße 4 ist ein geschütztes Baudenkmal. Es gehört zur Pfarrei St. Georg.
Der zweigeschossige Satteldachbau mit geschweiften Blendgiebeln wurde um 1700 errichtet und um 1760 von Franz Xaver Kleinhans erneuert. Er besitzt vier zu drei  Fensterachsen.